# Inmótica
Bajo el concepto de Inmótica se define la automatización integral de inmuebles con alta tecnología. La centralización de los datos del edificio o complejo posibilita supervisar y controlar confortablemente desde un PC los estados de funcionamiento o alarmas de los sistemas que componen la instalación, así como los principales parámetros de medida. La Inmótica integra la domótica interna dentro de una estructura en red.

## Beneficios de la Inmótica
- Para el propietario del edificio, quien puede ofrecer un edificio más atractivo mientras alcanza grandes reducciones en los costos de energía y operación.
- Para los usuarios del edificio, los cuales mejoran notablemente su confort y seguridad.
- Para el personal de mantenimiento del edificio que, mediante la información almacenada y el posterior estudio de tendencias, puede prevenir desperfectos.
- Para el personal de seguridad, el cual ve facilitada y complementada su tarea con el fin de hacerla mucho más eficiente.

## Aplicaciones
La Inmótica ofrece la posibilidad de monitorización del funcionamiento general del edificio. Los ascensores, el balance energético, el riego, la climatización e iluminación de las áreas comunes, la sensorización de variables analógicas como temperatura y humedad, control y alertas en función de parámetros determinados, el sistema de accesos, sistemas de detección de incendios, etc.
Del mismo modo permite un mayor control de accesos y el seguimiento continuo de quien haya ingresado al edificio. Se ha aplicado con éxito en edificios residenciales, de oficinas, hoteles, hospitales, museos, centros comerciales, centros de proceso de datos, geriátricos, barrios cerrados e industrias.